# Liste der geschützten Landschaftsteile im Bezirk St. Johann im Pongau
Die Liste der geschützten Landschaftsteile im Bezirk St. Johann im Pongau enthält die geschützten Landschaftsteile im Bezirk St. Johann im Pongau (Land Salzburg). Der Bezirk beherbergt insgesamt 16 geschützte Landschaftsteile, wobei alleine drei Schutzgebiete in der Gemeinde Mühlbach am Hochkönig und je zwei in den Gemeinden Eben im Pongau, Forstau und Radstadt liegen. Die geschützten Landschaftsteile umfassen unterschiedlichste Biotoparten, wobei sich Gewässer, Moorflächen, Wiesen, Alleen und Wälder unter den Schutzgebieten befinden.

## Geschützte Landschaftsteile
| Foto |                 | Name                                     | ID       | Standort                                                                     | Beschreibung | Fläche   | Datum      |
| ---- | --------------- | ---------------------------------------- | -------- | ---------------------------------------------------------------------------- | --- | -------- | ---------- |
| 1    | Datei hochladen | Zauchensee                               | GLT00117 | Altenmarkt im Pongau KG: Palfen Standort                                     | Der Geschützte Landschaftsteil umfasst neben dem Zauchensee auch seine zugehörigen Verlandungszonen. Am Ostufer des Sees besteht ein breiter Seggensaum, im Norden eine Weidefläche. Das Südufer ist weitgehend ökologisch intakt und weist einen Wasserschachtelhalmröhricht und anschließend einen Schnabelseggensumpf auf.                                                                                | 5,33 ha  | 21.01.1998 |
| 0 BW | Datei hochladen | Naturwaldreservat Prossauwald in Gastein | GLT00080 | Bad Gastein KG: Remsach GrStNr: 590 ff. Standort                             | Das Naturwaldreservat Prossauwald im Kötschachtal erstreckt sich über eine Seehöhe zwischen 1350 und 1850 m am Abfall des Grasleitenkogels. Das Gebiet beherbergt Mischwälder der hochmontanen (Fichten-Tannenwald mit Kiefer und Eberesche) bis subalpinen Stufe (Lärchen-Zirbenwald mit Fichte und Latsche).                                                                                               | 43,12 ha | 28.02.1990 |
| 1    | Datei hochladen | Ahornallee in Eben                       | GLT00121 | Eben im Pongau KG: Eben im Pongau GrStNr: 484/1; 631/4; 297 Standort         | Die rund 650 m lange Ahornallee erstreckt sich zwischen einer Reihensiedlung im Osten und der ÖBB-Selztalstrecke im Westen. Die Allee wurde Anfang des 20. Jahrhunderts unter Bahnmeister Legerer von der Bahnmeisterei Eben gepflanzt. | 0,86 ha  | 27.06.2007 |
| 1    | Datei hochladen | Moor in Eben                             | GLT00085 | Eben im Pongau KG: Eben GrStNr: 518/1; 520/2; 483 Standort                   | | 5 ha     | 05.12.1990 |
| 1    | Datei hochladen | Forstaubach                              | GLT00042 | Forstau KG: Forstau Standort                                                 | Der Geschützte Landschaftsteil umfasst den Forstaubach vom Bachursprung im Talschluss bis zum Beginn der Ortschaft Forstau. Neben dem Gewässer sind auch dessen Ufer auf einer Breite von jeweils 5 bis 10 m geschützt. Neben Schluchtwaldzonen beherbergt das Schutzgebiet auch Auwaldabschnitte und offene Almwiesen sowie Vögel wie die Wasseramsel, die Gebirgsstelze, den Zaunkönig und die Bachstelze. | 30,22 ha | 20.11.1985 |
| 1    | Datei hochladen | Langeggteich                             | GLT00054 | Forstau KG: Forstau GrStNr: 79; 1022 Standort                                | Der Langeggteich befindet sich rund einen Kilometer nördlich von Forstau, der am West- und Nordostufer von Nasswiesenflächen umrahmt ist. Das Nordufer ist von dichterem Weidengehölz, das Ostufer von Fichten-Kiefernwald geprägt. | 1,66 ha  | 16.09.1987 |
| 1    | Datei hochladen | Zirben auf dem Saukar                    | GLT00071 | Großarl KG: Au GrStNr: 110 Standort                                          | Der geschützte Landschaftsteil beherbergt etwa 15 Zirben (Pinus cembra), wobei sich auch eine sogenannte „Zwieselzirbe“ unter den Bäumen befindet. | 10,66 ha | 12.04.1932 |
| 0 BW | Datei hochladen | Lärchen-Allee bei der Mitterbergalpe     | GLT00006 | Mühlbach am Hochkönig KG: Mühlbach GrStNr: 1417; 678; 676/41; 681/1 Standort | Die Lärchen-Allee befindet sich kurz vor ihrem Endpunkt zwischen dem 1380 m hoch gelegenen Hochkeil-Haus und der etwa 50 m höher gelegenen Mitterbergalpe. Die Allee besteht aus insgesamt 38 Bäumen, die sich über eine Länge von rund 120 m erstrecken. Die Lärchen weisen eine Höhe von rund 15 Metern auf.                                                                                               | 0,6 ha   | 23.04.1980 |
| 0 BW | Datei hochladen | Hochmoor am Dientner Sattel              | GLT00015 | Mühlbach am Hochkönig KG: Mühlbach GrStNr: 14, 13/7, 8/9 Standort            | Das Hochmoor am Dientner Sattel ist ein Zwergbirkenmoor auf rund 1320 m Seehöhe. Es entstand in einer glazigenen Rinne am S-Abhang des Hochkönigs. Es ist großteils von Fichtenwald umgeben und ist von Flachmoorwiesen, Rasen-Haarsimsenmoor und Hochmoorbereichen mit Latschengruppen (Zwergbirke) geprägt.                                                                                                | 4,7 ha   | 17.12.1980 |
| 0 BW | Datei hochladen | Moorgebiet am Troiboden                  | GLT00027 | Mühlbach am Hochkönig KG: Mühlbach GrStNr: 679/1 Standort                    | Das Moorgebiet am Troiboden besteht aus mehrere Geländeverebnungen am Nordabfall des Hochkeils. Die Ebene entstand dabei durch den Bergbau, wobei das westlichste und gleichzeitig größte Moorgebiet als „Langes Moos“ bezeichnet wird, an das im Osten die „Troiböden“ anschließen. | 6,49 ha  | 22.09.1982 |
| 0 BW | Datei hochladen | Mitterdiel-Teich                         | GLT00082 | Pfarrwerfen KG: Grub GrStNr: 188 Standort                                    | Der Mitterdiel-Teich, ein flaches Kleingewässer in einer Wiesenmulde, liegt nördlich von Diel. Es beherbergt viele geschützte Tierarten. | 0,36 ha  | 16.05.1990 |
| 0 BW | Datei hochladen | Iris-Wiese bei Radstadt                  | GLT00061 | Radstadt KG: Höggen bzw. Radstadt GrStNr: 199/3 bzw. 482/1; 482/6 Standort   | Die Iriswiese beherbergt mehrere tausend Exemplare der Sibirischen Schwertlilie (Iris sibirica). Sie ist im Westen und Osten von Kulturwiesen, im Süden von der kanalisierten Großen Loh und im Norden von einer Weidengebüschreihe begrenzt. | 2,71 ha  | 03.06.1987 |
| 1    | Datei hochladen | Schachenmoor bei Radstadt                | GLT00079 | Radstadt KG: Löbenau GrStNr: 320/1,2; 321; 322/1; 323/1; 324/1 ff. Standort  | Das Schachenmoor beherbergt ein Waldmoor mit angrenzenden Feuchtwiesen, das im Zentrum dicht mit Latschen bewachsen ist. Dazwischen eingestreut finden sich Fichten, Waldkiefern und Birken, während die gehölzfreien Abschnitte ein Vegetationsmosaik aus Bulten und Schlenken beinhalten. | 4,36 ha  | 10.01.1990 |
| 0 BW | Datei hochladen | Latschen-Hochmoor Filzen Grünmaiß-Alm    | GLT00005 | Werfen KG: Reitsam GrStNr: 514/1; 514/2 Standort                             | Das Latschen-Hochmoor Filzen Grünmaiß-Alm liegt auf rund 1125 m Seehöhe auf einer Sattelverebnung unterhalb der Grünmaißalm. Die Sattelverebnung wurde während der Eiszeit über Werfener Schiefer gebildet. Der Hochmoorbereich umfasst dabei offene Abschnitte mit Bulten und dicht mit Latschen bewachsene Flächen.                                                                                        | 4,81 ha  | 13.02.1980 |
| 0 BW | Datei hochladen | Tümpel in Wagrain                        | GLT00089 | Wagrain KG: Hofmarkt GrStNr: 596 Standort                                    | Der Tümpel an der Gemeindegrenze zwischen Wagrain und Kleinarl entstand durch die Aufschüttung eines Dammes im Zuge des Ausbaues der Kleinarler Landstraße. | 0,91 ha  | 10.04.1991 |
| 1    | Datei hochladen | Mandlinger Moor                          | GLT00107 | Radstadt KG: Mandling GrStNr: 25/1; 25/2; 129; 125/2 Standort                | | 19,11 ha | 21.01.1998 |